# Център за изследвания по национална сигурност и отбрана
Центърът за изследвания по национална сигурност и отбрана е общо специализирано звено на Българската академия на науките, основано през 2002 година. Центърът подпомага, координира и организира изследванията по сигурността и отбраната в рамките на БАН. Дейността му е фокусирана върху предоставяне на информация към институтите и лабораториите на БАН, на изследователските групи и на отделни учени относто потребностите и програмите на потенциални потребители, възможностите за двустранно и многостранно сътрудничество в рамките на НАТО и Европейския съюз.
Успоредно със своята координационна дейност центърът организира, ръководи, участва и изпълнява мащабни интердиспиплинарни изследвания като:
- преструктуриране на Терем ЕАД (2003 г.);
- бяла книга за гражданска сигурност (2003 г.);
- методика за планиране на защитата на критичната инфраструктура (2005 г.);
- учение „Преодоляване на последиците от терористични актове в Югоизточна Европа (ЗАЩИТА - EU TACOM 2006)“;
- участие в международно учение Saber Guardian 14 (2014 г.) и други.